# 베스테르보텐 여공작 이네스 공주
이네스 마리 릴리안 실비아(스웨덴어: Ines Marie Lilian Silvia, 2025년 2월 7일 ~ )는 스웨덴 베르나도테 왕가의 공주이자 베스테르보텐 여공작이다.
칼 16세 구스타프의 장남 베름란드 공작 칼 필립 왕자와 베름란드 공작부인 소피아 사이에서 태어난 장녀이다. 현재 왕위 계승 서열은 8위이다. 